# Kepler-69 c
Kepler-69 c (также известный под обозначением KOI-172.02) является подтверждённой суперземлёй, вращающейся вокруг аналога Солнца Kepler-69. Экзопланета расположена примерно в 2430 световых лет (746 парсек) от Земли.

## Общие данные

### Масса, радиус и температура
Kepler-69 c — это суперземля, экзопланета, радиус и масса которой больше, чем у Земли, но меньше, чем у Урана и Нептуна. Планета имеет температуру поверхности 548 К (275 °С; 527 °F). Её предполагаемая масса составляет около 6 масс Земли, а радиус — 1,71 радиусов Земли. Эти характеристики делают его аналогом Венеры, но более массивным, поэтому его называют «супер-Венерой».

### Родительская звезда
Kepler-69 c вращается вокруг жёлтого карлика по имени Kepler-69, вокруг которой вращаются в общей сложности две планеты. Звезда имеет массу 0,81 масс Солнца и радиус 0,93 радиусов Солнца. Звезда имеет температуру 5638 К и её предполагаемый возраст около 400 миллионов лет. Для сравнения, Солнцу около 4,6 миллиардов лет и температура поверхности 5778 К.
Видимая звёздная величина звезды, или насколько она яркая с Земли, составляет 13,7. Поэтому Kepler-69 слишком тусклый, чтобы его можно было увидеть невооружённым глазом.

### Орбита
Kepler-69 c вращается вокруг родительской звезды примерно с 80 % светимости Солнца. Период обращения составляет 242 дня на расстоянии в 0,64 а. е.

## Возможная обитаемость
Kepler-69 c, наряду с экзопланетами Kepler-62 e и Kepler-62 f, считалась находящейся в «обитаемой зоне» звезды, где на поверхности планеты могла существовать жидкая вода.
Планета находится слишком близко к звезде, чтобы быть пригодной для жизни, хотя неопределённости допускают возможность того, что она может фактически находиться в самой внутренней области обитаемой зоны, однако даже при самой низкой погрешности измерения, звёздное излучение в 1,35 раз больше земного все равно будет достаточно высоким, чтобы испарить любой океан. Более поздний анализ показал, что планета, скорее всего, более аналогична Венере, которая, как известно, является одним из самых негостеприимных мест для жизни в Солнечной системе, и, следовательно, весьма маловероятно, что она пригодна для обитания.